# Гамбурзька обсерваторія
Гамбурзька Обсерваторія (нім. Hamburger Sternwarte) — астрономічна обсерваторія, розташована в районі Бергедорф міста Гамбурга на півночі Німеччини. Належить і управляється Гамбурзьким університетом, Німеччина, з 1968 року, хоча була заснована в 1825 році містом Гамбург і переїхала на своє нинішнє місце в 1912 році. Протягом свого існування обсерваторія використовувала телескопи в Бергедорфі, в попередніх двох місцях її розташування в Гамбурзі, в інших обсерваторіях світу, а також підтримувала космічні місії.

## Історія

### Штінтфанг (1802—1811)
Попередником Гамбурзької обсерваторії була приватна обсерваторія Йоганна Георга Репсольда, збудована у 1802 році, яка спочатку розташовувалася на Штінтфангу в Гамбурзі. До 1808 року Репсольд збудував меридіанне коло. Однак обсерваторія була зруйнована в 1811 році під час Наполеонівських воєн. Репсольд, Рейнке та Й. К. фон Гесс того ж року представили пропозицію уряду Гамбурга на створення міської обсерваторії.

### Міллернтор (1825—1906)
Фінансування для нової обсерваторії було погоджено в серпні 1821 року за умови, що Репсольд збудує інструменти. Нова обсерваторія була завершена у 1825 році неподалік Міллернтора. Однак у 1830 році Репсольд загинув під час гасіння пожежі (він був також гамбурзьким пожежником) і 1833 року уряд Гамбурга проголосував за те, щоб взяти обсерваторію в управління міста.
Першим її директором став Карл Рюмкер, який супроводжував Томаса Брісбена під час будівництва першої австралійської обсерваторії у Парраматта. У 1834 році помічником директора став Крістіан Август Фрідріх Петерс. У 1856 році син Рюмкера Георг став директором обсерваторії.
У 1876 році було отримано фінансування для створення «екваторіального» 27-сантиметрового рефрактора; його було пізніше переміщено до Бергедорфа.
Після переїзду у Бергедорф колишні будівлі обсерваторії були частково зруйновані і перебудовані у музей історії Гамбурга.

### Бергедорф (1912р.— сьогодні)

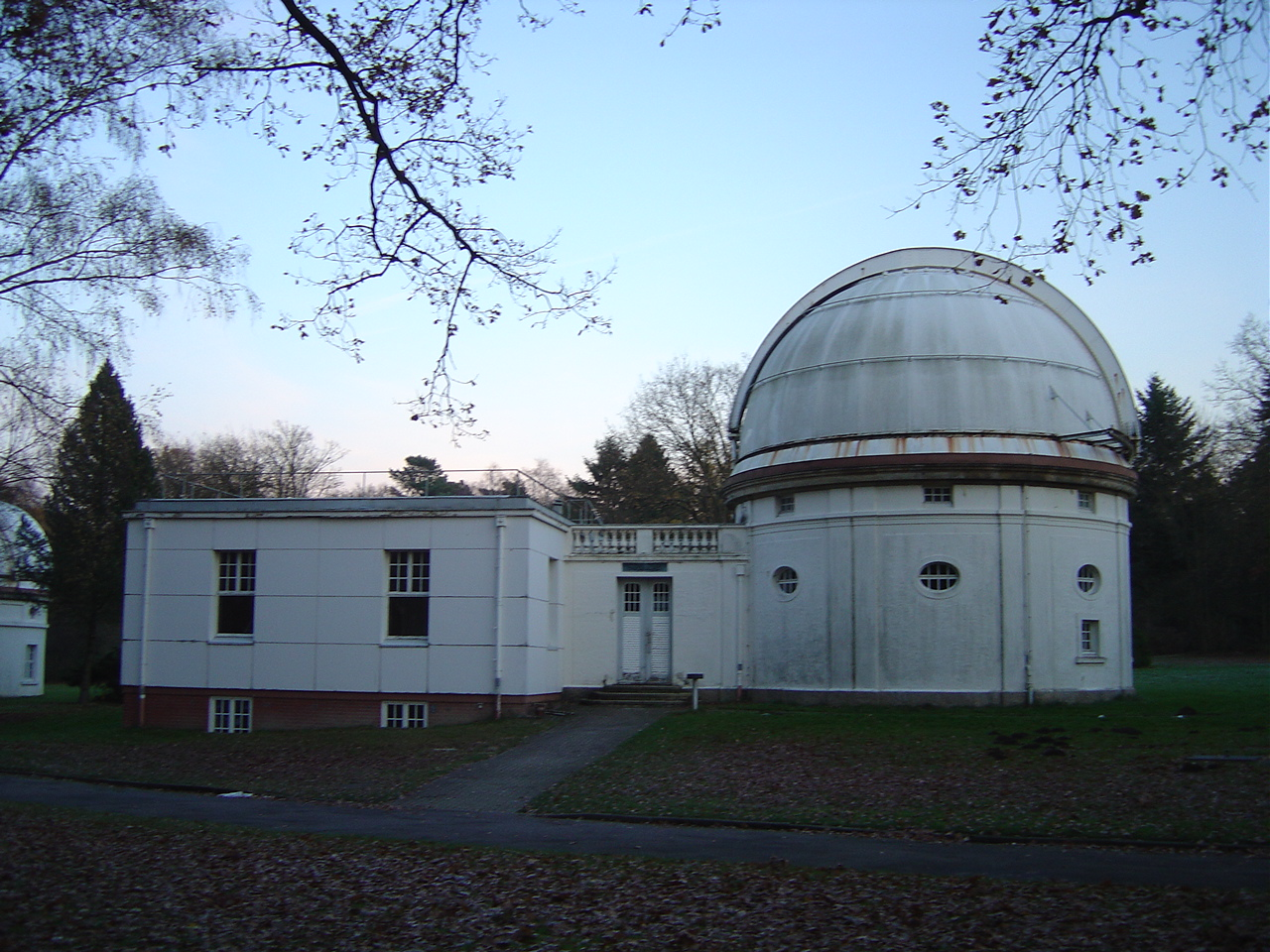
Дзеркальний телескоп, 1-метровий рефлектор обсерваторії в Бергедорфі

Через збільшення світлового забруднення у 1906 році було ухвалено рішення про перенесення обсерваторії до Бергедорфа. У 1909 році туди були перенесені перші інструменти, а в 1912 році нову обсерваторію було офіційно відкрито.
Гамбурзький 1-м рефлектор (апертура 100 см) був 4-м за величиною рефлектором світу на час, коли він почав свою діяльність в 1911 році.
Каталоги обсерваторії включають AGK3-Sternkatalog (завершений протягом 1956—1964 рр.)
У 1962 році в Бергедорфі було засновано Європейську південну обсерваторію (ЕПО).
У 1968 році обсерваторія стала частиною Гамбурзького університету. У 1979 році було відкрито невеликий музей Бернарда Шмідта. У 2012 році, обсерваторія відзначила 100 років у Бергедорфі.

## Телескопи

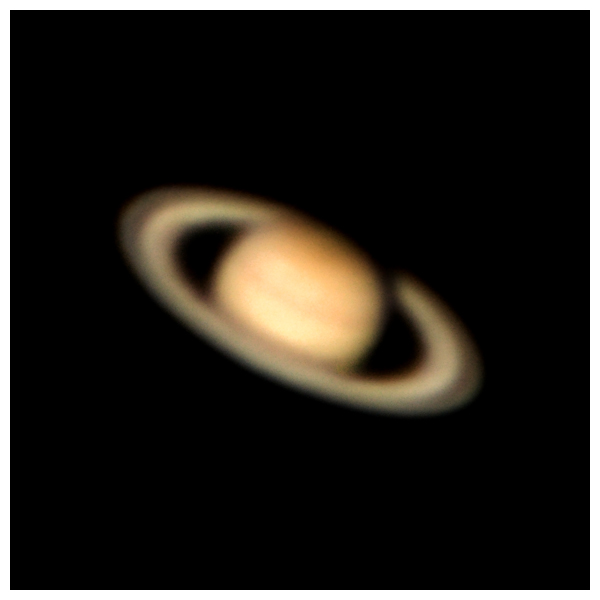
Сатурн через телескоп Ліпперта у 2005 році (CC 2.0 License)

### Телескопи в Гамбургу[7](історичні та наявні)
- «Великий рефрактор», великий рефракторний телескоп із діаметром об'єктива 60 см і фокусною відстанню 9 метрів. Створений Репсолдом і з оптикою від Штейнгейля.
- «Екваторіальний», рефрактор з апертурою 26 см. Побудований у 1870-ті і переїхав у Бергедорф.
- «Дзеркало Сальвадора», рефлектор Кассегрена з фокусною відстанню 8 м і дзеркалом 40 см.
- «Меридіанне коло», меридіанне коло, побудоване в 1907 році. (А. Репсолд із синами).
- «Телеском Ліпперта», три астрографи-рефрактори на одній підставці. Побудував Карл Цайс, профінансований Едуардом Ліппертом.
- «Однометровий рефлекторний телескоп», введений в експлуатацію в 1911 році. Створений Карлом Цайсом. Найбільший телескоп у Німеччині з 1911 по 1920 роки.
- «Астрограф», з об'єктивом 8,5 см і фокусною відстанню 2,06 м. Побудований у 1924 році[2].
- «Дзеркало Шмідта», перший телескоп Шмідта, створений Бернхардом Шмідтом. Тепер частина музею Шмідта.
- Фотографічний рефрактор (зональний астрограф), інструмент, профінансований Німецьким науково-дослідницьким співтовариством в 1973 році. Діаметри апертури 23 см, фокусна відстань 205,3 см. Побудований компанією «Carl Zeiss Oberkochen».
- «Телескоп Оскара-Люнінга», телескоп Річі — Кретьєна з апертурою діаметром 1,20 м і фокусною відстанню 15,60 м у фокусі Кассегрена. Побудований у 1975 році і перетворений на роботизований телескоп у 2001 році.
- Запланований великий телескоп Шмідта був закінчений в 1954 році і переїхав до обсерваторії Калар Альто в 1976 році, а телескоп Оскара-Люнінга зайняв його місце в обсерваторії.
- Гамбургзький роботизований телескоп, що створений «Halfmann Teleskoptechnik» та працює з 2005 року.

### Телескопи обсерваторії в інших місцях
- У 1968 році 38 см рефлектор був встановлений Гамбурзькою обсерваторією на обсерваторії Стефаніон в Греції[8].
- Вищезгаданий телескоп Шмідта був перевезений до обсерваторії Калар Альто (Іспанія) в 1976 році. Деякі роботи було виконано з даними з Еффельсберга.
- Гамбургзький роботизований телескоп був встановлений у березні 2013 року у місті Гуанахуато, Мексика в обсерваторії ЛаЛуз університету Гуанахуато. Зараз успішно працює під новою назвою TIGRE. Витрати та час спостереження розподіляються відповідно до тристоронньої угоди між університетами Льєжа, Гуанахуато і Гамбурга, де останній все ще є керівним.

Розташування телескопів у Бергедорфі

## Персоналії Гамбурзької обсерваторії
Директора обсерваторії
- Йоганн Георг Репсолд (1802—1830).
- Карл Рюмкер (директор у 1833—1857 рр.)[9].
- Георг Рюмкер (директор у 1857—1900 рр.).
- Ріхард Шорр (1900—1941).
- Отто Гекман (1941—1968)[10]. У 1962 році став перешим головою новоствореної Європейської південної обсерваторії (ЕПО).
- Альфред Бер (1968—1979).
- Співдиректор із Бером: Альфред Вейгерт (1969—1992)[11].

Бернгард Шмідт, винахідник камери Шмідта, працював в обсерваторії, у тому числі створював внесення телескопи й інструменти, виконував спостереження починаючи з 1916 року. Вальтер Бааде успішно подав пропозицію до Гамбурзького Сенату, щоб камера Шмідта була встановлена в 1937 році; робота зі встановлення була перервана Другою світовою війною аж до 1951 року і була завершена в 1954 році. Вальтеру Бааде також вдалося збудувати камеру Шмідта в обсерваторії Маунт-Вілсон в Каліфорнії.
Доктор Казимір Граф виконав багато спостережень у Гамбурзі, доки не переїхав до Віденської обсерваторії в 1928 році.

## Примітка
1. ↑  Й. Г. Репсолд, засновник обсерваторії [Архівовано 1 грудня 2017 у Wayback Machine.] (нім.)
2. 1 2 3  A short history of the Hamburg Observatory—Principal Instruments of Hamburg Observatory. Uni-Hamburg. Архів оригіналу за 13 лютого 2012. Процитовано September 2015.
3. ↑  Архівована копія. Архів оригіналу за 27 червня 2014. Процитовано 5 серпня 2016.{{cite web}}:  Обслуговування CS1: Сторінки з текстом «archived copy» як значення параметру title (посилання)
4. ↑  Архівована копія. Архів оригіналу за 7 лютого 2012. Процитовано 5 серпня 2016.{{cite web}}:  Обслуговування CS1: Сторінки з текстом «archived copy» як значення параметру title (посилання)
5. ↑  Архівована копія. Архів оригіналу за 25 червня 2007. Процитовано 5 серпня 2016.{{cite web}}:  Обслуговування CS1: Сторінки з текстом «archived copy» як значення параметру title (посилання)
6. ↑  100 100 Years of the Observatory Bergedorf. Архів оригіналу за 4 березня 2016. Процитовано 5 серпня 2016.
7. ↑  Архівована копія. Архів оригіналу за 25 січня 2008. Процитовано 5 серпня 2016.{{cite web}}:  Обслуговування CS1: Сторінки з текстом «archived copy» як значення параметру title (посилання)
8. ↑  Архівована копія. Архів оригіналу за 8 листопада 2016. Процитовано 5 серпня 2016.{{cite web}}:  Обслуговування CS1: Сторінки з текстом «archived copy» як значення параметру title (посилання)
9. ↑  Архівована копія. Архів оригіналу за 24 травня 2011. Процитовано 5 серпня 2016.{{cite web}}:  Обслуговування CS1: Сторінки з текстом «archived copy» як значення параметру title (посилання)
10. ↑  Encyclopædia Britannica [Архівовано 11 червня 2015 у Wayback Machine.], Otto Heckmann
11. ↑  http://adsabs.harvard.edu/full/1993MitAG..76...11.
12. ↑  Walter Baade: A Life in Astrophysics, By Donald E. Osterbrock, Walter Baade, Princeton University Press, 2001
ISBN 0-691-04936-X, 9780691049366
270 pages http://books.google.com/books?id=_iXaBaXwRrQC [Архівовано 14 лютого 2017 у Wayback Machine.]